# Эвакуаторщик (фильм, 1978)
«Эвакуаторщик» (англ. Towing) — американский комедийный фильм, снятый режиссёром Морой Смит в 1978 году.

## Сюжет
Недобросовестная эвакуационная компания конфискует у владельцев совершенно исправные автомобили. Две барменши пытаются остановить эвакуаторщиков и прекратить наглую деятельность компании.

## Производство
Съёмки фильма проходили в Чикаго. По словам Джо Мантеньи, Дэвид Мамет написал сценарий для нескольких эпизодов, которые в конечном итоге так и не были показаны в фильме. За свою работу Мамет получил 200 долларов.

## Критика
Ричард Кристиансен из Chicago Tribune оценил фильм на одну звезду и написал: «Фильм в целом настолько небрежно снят и смонтирован, что в нём нет особого смысла; а шутка о покойном мэре Ричарде Дж. Дейли, показанная в конце фильма, к сожалению, устарела».
Роджер Эберт оценил фильм в полторы звезды.